# シャスティフォル
シャスティフォル（Chastiefol, chastie 「懲らしむ、罰す」 + fol 「愚か」からか）はアーサー王伝説に登場する剣。1400年頃の中期フランス語の散文『パプゴーの物語』（『鸚鵡の騎士』とも）に登場する。「パプゴー」とは人間の言葉を話す魔法の鳥で、鸚鵡とも解釈される。
『パプゴーの物語』では、パプゴーを引き連れて旅をする若き頃のアーサー王が描かれている。若き頃のアーサー王はエクスカリバーの代わりにシャスティフォルを携えていたとされる。